# De dag dat mijn huis viel
De dag dat mijn huis viel is een Nederlands-Belgische film uit 2017 die is gemaakt in de serie One Night Stand. De film werd op 24 november 2017 uitgezonden door de VPRO.

## Plot
Roemer, Hein en Pé zijn drie volwassen maar afhankelijke broers die samenwonen met hun bejaarde moeder Hillie in een huis dat scheef staat. Eens per jaar moet het huis worden rechtgetrokken. Als de moeder onverwachts met de noorderzon vertrekt moeten de broers het met elkaar zien te rooien.

## Rolverdeling
| Acteur              | Personage |
| ------------------- | --------- |
| Wim Opbrouck        | Roemer    |
| Peter Van den Begin | Hein      |
| Wim Willaert        | Pé        |
| Frieda Pittoors     | Hillie    |
| Dahlia Pessemiers   | Belinda   |
| Ann Tuts            | Barbra    |
| Imani De Caestecker | dochter   |